# Lizz Wright

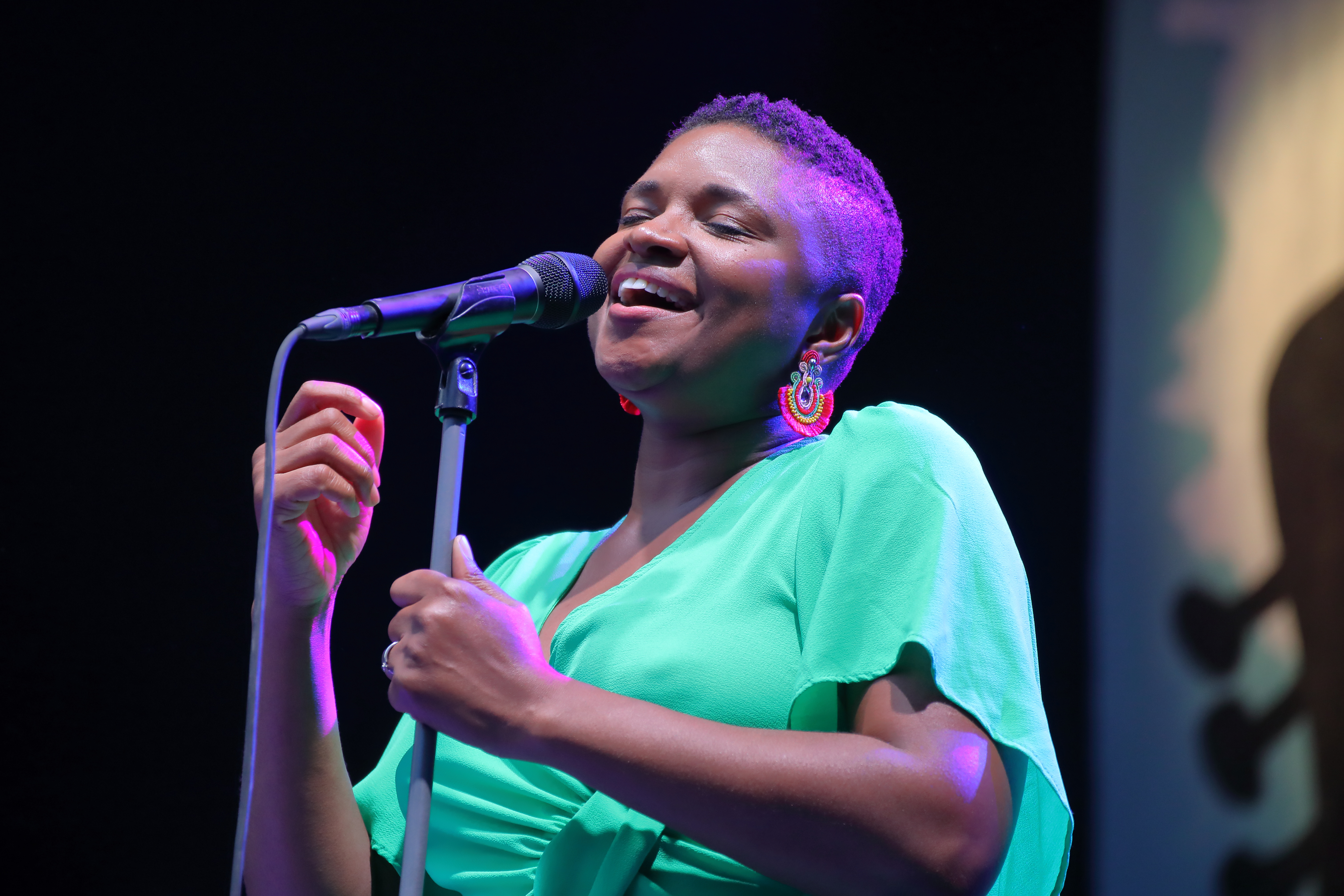
Lizz Wright mit Sing The Truth auf dem Rudolstadt-Festival (2019)

Lizz Wright (* 22. Januar 1980 in Hahira, Georgia) ist eine US-amerikanische Jazzsängerin.

## Biografie
Wright wurde als Tochter eines Predigers geboren. Bereits im Kindesalter sang sie im Kirchenchor ihres Vaters und erhielt Klavierunterricht. Mit 14 Jahren begann sie sich für Gospel-, Jazz- und Bluesmusik zu interessieren. Nach ihrem Highschool-Abschluss nahm Wright ein Gesangsstudium an der Georgia State University in Atlanta auf, das sie in New York und Vancouver fortsetzte.
2000 wurde Wright Mitglied des Vokalensembles In the Spirit und schnell bekannt.
Nachdem sie an einem Billie-Holiday-Gedenk-Wettbewerb teilgenommen hatte, wurde ihr 2002 ein Plattenvertrag der Verve Music Group angeboten.
Am 23. Juni 2003 erschien Wrights Debütalbum Salt, das fünf selbst komponierte Stücke enthält und das ihr zum Durchbruch verhalf. Es erreichte nicht nur Platz 4 der Jazz-Albumcharts in den Vereinigten Staaten, auch in Europa war sie damit in den Charts. Ihr zweites, nicht minder erfolgreiches Album Dreaming Wide Awake folgte 2005. Im Jahr 2008 erschien das dritte Album The Orchard. Beide kamen unter die Top 3 der US-Jazzcharts. Lizz Wright war im April 2008 auf einer ersten Konzerttournee in Deutschland zu erleben, 2011 auf dem JazzFest Berlin; auch 2012 gab sie Konzerte in Deutschland. Neben ihren eigenen Projekten arbeitete Wright immer wieder mit anderen Künstlern wie u. a. Joe Sample, Danilo Pérez, Kip Hanrahan oder David Sanborn zusammen. Im November 2013 tourte sie im Vorprogramm von Gregory Porter durch Deutschland. Im Juli 2016 trat sie im Vorprogramm von Van Morrison beim Jazzopen Stuttgart auf.
Gemeinsam mit Angélique Kidjo und Cécile McLorin Salvant ist sie Teil des Projekts Sing the Truth. Unter der künstlerischen Leitung der Schlagzeugerin Terri Lyne Carrington widmen sich die Musikerinnen dem Werk engagierter Frauen wie Odetta, Billie Holiday, Miriam Makeba und anderen.

## Diskografie
- 2003: Salt
- 2005: Dreaming Wide Awake
- 2008: The Orchard
- 2010: Fellowship
- 2015: Freedom & Surrender
- 2017: Grace
- 2022: Holding Space: Live in Berlin
- 2024: Shadow[4]